# 潘帕馬爾卡區 (亞羅維爾卡省)
14°08′43″S 71°27′34″W / 14.1453°S 71.4594°W
潘帕馬爾卡區（西班牙語：Distrito de Pampamarca），是秘魯的一個區，位於該國中部瓦努科大區的亞羅維爾卡省，始建於1989年12月16日，面積72.7平方公里，海拔高度3,434米，2005年人口2,980，人口密度每平方公里41人。